# ان‌جی‌سی ۲۷۳
ان‌جی‌سی ۲۷۳ (انگلیسی: NGC 273) نام یک کهکشان عدسی در صورت فلکی نهنگ است.